# کنسرت گل‌پونه‌ها ۱
کنسرت گل پونه‌ها ۱ نام یکی از آخرین آثار ایرج بسطامی است که با همکاری گروه همایون و با آهنگ‌سازی حسین پرنیا در دستگاه همایون اجرا شده‌است. در این کنسرت اشعار حافظ شیرازی، رهی معیری و هما میر افشار اجرا شده‌است.
کنسرت گل‌پونه‌ها ۱ تنها اثر تصویری انتشار یافته از ایرج بسطامی است و مربوط به کنسرت ایرج بسطامی و گروه همایون در کرج (اجرا در زمستان ۱۳۷۸) که کنسرت گل‌پونه‌ها نامیده شده است، می‌باشد. این کنسرت شامل دو بخش است و کنسرت گل‌پونه‌ها ۱ (در دستگاه همایون) بخش اول آن است که از سوی انتشارات آواز بیستون تصحیح و به بازار آمده‌است. بخش دوم این کنسرت که قاعدتا باید آن را کنسرت گل‌پونه‌ها ۲ نامید در دستگاه شور می‌باشد و به علت عدم رضایت بنیاد فرهنگی هنری بسطامی که توسط خانواده او (خواهر و برادر ایرج بسطامی) ایجاد شده‌است و اداره می‌شود، هنوز انتشار رسمی نیافته‌است. البته باید ذکر کرد که این اثر تنهاترین آلبوم تصویری بسطامی است که به صورت رسمی انتشار یافته‌است و اثر دیگری به نام کنسرت ایرج بسطامی و گروه دستان نیز وجود دارد که یک آلبوم تصویری است که به صورت رسمی از سوی هیچ ناشری منتشر نشده است.
در این کنسرت معروف‌ترین اثر با صدای بسطامی که همان تصنیف گل پونه‌ها (شعر هما میر افشار، اثر حسین پرنیا) می‌باشد نیز اجرا شده‌است. این تصنیف غیر از این کنسرت در آلبوم‌های رقص آشفته و حال آشفته (که از آثار دیگر ایرج بسطامی می‌باشند) تنظیم و خوانده شده و پس از مرگ ایرج بسطامی در سال ۱۳۸۲ شهرت ملی یافت. البته نسخه طولانی و استودیویی آن در رقص آشفته می‌باشد.

## شرح

### هنرمندان
- ایرج بسطامی: آواز
- حسین پرنیا: سنتور
- سیامک رئوفی: کمانچه
- حسن ناهید: نی
- جمال جهانشاد: بربط (عود)
- سیامک نعمت ناصر: تار
- محمود فرهمند: تنبک

### فهرست آهنگ‌ها
آهنگ ساز قطعات حسین پرنیا می‌باشد.
- مقدمه - یاد (اجرای گروهی)
- بیداد و بربط
- قطعه گلبانگ (اجرای گروهی)
- آواز و سنتور (شعر حافظ)
- تصنیف مژده فروردین (شعر حافظ)
- نی و آواز (شعر حافظ)
- تصنیف به یاد رهی (شعر رهی معیری)
- تصنیف گل‌پونه‌ها (شعر هما میر افشار)

### اشعار به کار رفته
- متن تصنیف به یاد رهی

| نه دل مفتون دلبندی نه جان مدهوش دلخواهی |  | نه بر مژگان من اشکی نه بر لب‌های من آهی |
| نه جان بی نصیبم را پیامی از دل آرامی    |  | نه شام بی فروغم را نشانی از سحرگاهی    |
| کیم من؟ آرزو گم کرده‌ای تنها و سرگردان   |  | نه آرامی نه‌امیدی نه همدردی نه همراهی   |
| گهی افتان و خیزان چون غباری در بیابانی  |  | گهی خاموش و حیران چون نگاهی برنظرگاهی  |
| رهی تا چند سوزم در دل شب‌ها چو کوکب‌ها    |  | به اقبال شرر نازم که دارد عمر کوتاهی   |

رهی معیری
- متن تصنیف گل‌پونه‌ها

| گل پونه‌های وحشی دشت امیدم، وقت سحر شد |  | خاموشی شب رفت و فردایی دگر شد  |
| من مانده‌ام تنهای تنها                 |  | من مانده‌ام تنها میان سیل غم ها |
| گل پونه‌ها، نامهربانی آتشم زد          |  | گل پونه‌ها، بی همزبانی آتشم زد  |
| می‌خواهم اکنون تا سحرگاهان بخوانم      |  | افسرده‌ام، دیوانه‌ام، آزرده جانم |

هما میر افشار